# ZyCoV-D
ZyCoV-D، هو لقاح مرشح ضد مرض فيروس كورونا، تعمل شركة «كاديلا للرعاية الصحية» الهندية (بالإنجليزية: Cadila Healthcare Limited)‏ على تطويره وإنتاجه بالتعاون مع «مجلس دعم أبحاث صناعة التقنية الحيوية» (بالإنجليزية: Biotechnology Industry Research Assistance Council)‏، وهو مخصص للإعطاء عن طريق الحقن العضلي.
توجهت شركة كاديلا في فبراير 2020، في الشهور الأولى من جائحة فيروس كورونا نحو تطوير لقاح لمكافحة مرض فيروس كورونا، استطاعت الشركة أن تجتاز مرحلة التجارب ما قبل السريرية بنجاح، حيث أظهرت نماذج اللقاح الأولية التي جُرّبت على الحيوانات فعالية، مكّنت الشركة للانتقال إلى مرحلة إجراء التجارب السريرية على البشر. شارك في المرحلة الثانية من التجارب السريرية أكثر من ألف متطوع. يخضع اللقاح منذ نوفمبر 2020 للمرحلة الثالثة من التجارب السريرية، وقد أعلنت الشركة أنها تنوي إجراء هذه المرحلة على 30 ألف مريض. في يناير 2021، سمح «المراقب العام للعاقير في الهند» بإجراء المرحلة الثالثة على 26 ألف هندي.